# Atletica leggera ai Giochi della IV Olimpiade - Lancio del disco stile greco
La competizione del lancio del disco stile greco di atletica leggera dei Giochi della IV Olimpiade si tenne il giorno 18 luglio 1908 allo Stadio di White City a Londra.
I lanci si effettuavano senza rotazione, con la semplice torsione del busto (movimento “a onda”).

## Risultati

### Qualificazioni
Tutti effettuano tre lanci. I primi tre classificati disputano la finale (tre ulteriori lanci). I tre finalisti si portano dietro i risultati della qualificazione.
Gruppo A
| Pos. | Atleta            | Nazione     | Misura |
| ---- | ----------------- | ----------- | ------ |
| 5    | Mikhail Dorizas   | Grecia      | 33,34  |
| 8    | Wilbur Burroughs  | Stati Uniti | 32,81  |
| 10   | Umberto Avattaneo | Italia      | 28,53  |
| -    | Platt Adams       | Stati Uniti | ND     |
| -    | Miroslav Šustera  | Boemia      | ND     |
| -    | Henry Leeke       | Regno Unito | ND     |
| -    | Walter Henderson  | Regno Unito | ND     |

Gruppo B
| Pos. | Atleta              | Nazione     | Misura |
| ---- | ------------------- | ----------- | ------ |
| 4    | Arthur Dearborn     | Stati Uniti | 35,65  |
| 6    | Nikolaos Georgantas | Grecia      | 33,21  |
| -    | Folke Fleetwood     | Svezia      | ND     |
| -    | Imre Mudin          | Ungheria    | ND     |

Gruppo C
| Pos. | Atleta          | Nazione     | Misura |
| ---- | --------------- | ----------- | ------ |
| 7    | István Mudin    | Ungheria    | 33,11  |
| 9    | Elmer Niklander | Finlandia   | 32,46  |
| -    | Johnny Garrels  | Stati Uniti | ND     |
| -    | Ernest May      | Regno Unito | ND     |
| -    | Alfred Flaxman  | Regno Unito | ND     |

Gruppo D
| Pos. | Atleta          | Nazione     | Misura |
| ---- | --------------- | ----------- | ------ |
| 1    | Martin Sheridan | Stati Uniti | 37,28  |
| 2    | Bill Horr       | Stati Uniti | 36,68  |
| 3    | Verner Järvinen | Finlandia   | 36,49  |
| -    | Mór Kóczán      | Ungheria    | ND     |
| -    | James Barrett   | Regno Unito | ND     |
| -    | György Luntzer  | Ungheria    | ND     |
| -    | Eric Lemming    | Svezia      | ND     |

### Finale
| Pos.    | Atleta              | Età | Nazione     | Misura |
| ------- | ------------------- | --- | ----------- | ------ |
| Oro     | Martin Sheridan     | 27  | Stati Uniti | 37,99  |
| Argento | Bill Horr           | 28  | Stati Uniti | 37,32  |
| Bronzo  | Verner Järvinen     | 38  | Finlandia   | 36,49  |
| 4       | Arthur Dearborn     | 22  | Stati Uniti | 35,65  |
| 5       | Mikhail Dorizas     | 22  | Grecia      | 33,34  |
| 6       | Nikolaos Georgantas | 28  | Grecia      | 33,21  |